# Courante
En musique, la courante (ou corrente, coranto et corant) est une danse, morceau de coupe binaire avec reprises, à 3 temps, précédés d'une levée, et de tempo assez vif (moins rapide toutefois que ce que suggère son nom).

## Définition
- Antoine Furetière, 1690 : « Pièce de musique, d’une mesure triple ou doublement ternaire. Elle commence et finit, quand celui qui bat la mesure baisse la main; au contraire de la sarabande, qui finit ordinairement quand il la lève. C’est la plus commune de toutes les danses qu’on pratique en France, qui se fait d’un temps, d’un pas, d’un balancement, et d’un coupé. La courante reçoit aussi plusieurs autres pas. Autrefois on en sautait les pas (…). Il y a des courantes simples et des courantes figurées, qui se dansent toutes à deux personnes. On appelle courante, tant l’air, que les pas qu’on fait dessus pour la danser, et même les paroles sur lesquelles on a mis un air de cette mesure ».
- Sébastien de Brossard, Dictionnaire de musique, 1708 : « Espèce de danse dont l’air se note ordinairement en triple de blanches, avec deux reprises, qu’on recommence chacune deux fois ».
- Jean-Jacques Rousseau, Dictionnaire de musique, 1768 : « Air propre à une espèce de danse ainsi nommée à cause des allées et venues dont elle est remplie plus qu’aucune autre. Cet air est ordinairement à 3 temps graves, et se note en triples de blanches, avec deux reprises. Il n’est plus en usage, non plus que la danse dont il porte le nom ».

## Place dans les suites baroques
Dans la suite de danses baroque, la courante est ordinairement précédée par l'allemande et suivie par la sarabande.
Dans les premiers temps, la suite comprend souvent deux voire trois courantes successives, souvent de thèmes apparentés. La courante peut aussi être accompagnée d'un ou plusieurs doubles (variations rythmiques ou mélodiques du même thème). Cf. J.S.Bach, Suite anglaise n°1, BWV 806 : Courante I, Courante II suivie de deux Doubles.
On distingue la courante française, dont la mesure est à 3/2 ou 6/4, et la courante italienne, parfois appelée corrente (Bach, Partiten pour clavier, n°1, 3, 5, 6), dont la mesure adopte fréquemment le 3/4, voire le 3/8. La courante française est de tempo modéré, tandis que l'italienne est plus vive. La courante française se caractérise par une grande complexité rythmique (alternance de découpe binaire et ternaire) ainsi que d'hémioles aux cadences. Voir de François Couperin, la courante du XVIIe Ordre, en mi mineur. La courante italienne est de caractère plus mélodique, souvent à deux voix (voir de Johann Sebastian Bach la Partita n°1 en si bémol majeur, BWV 825La M).

## La danse

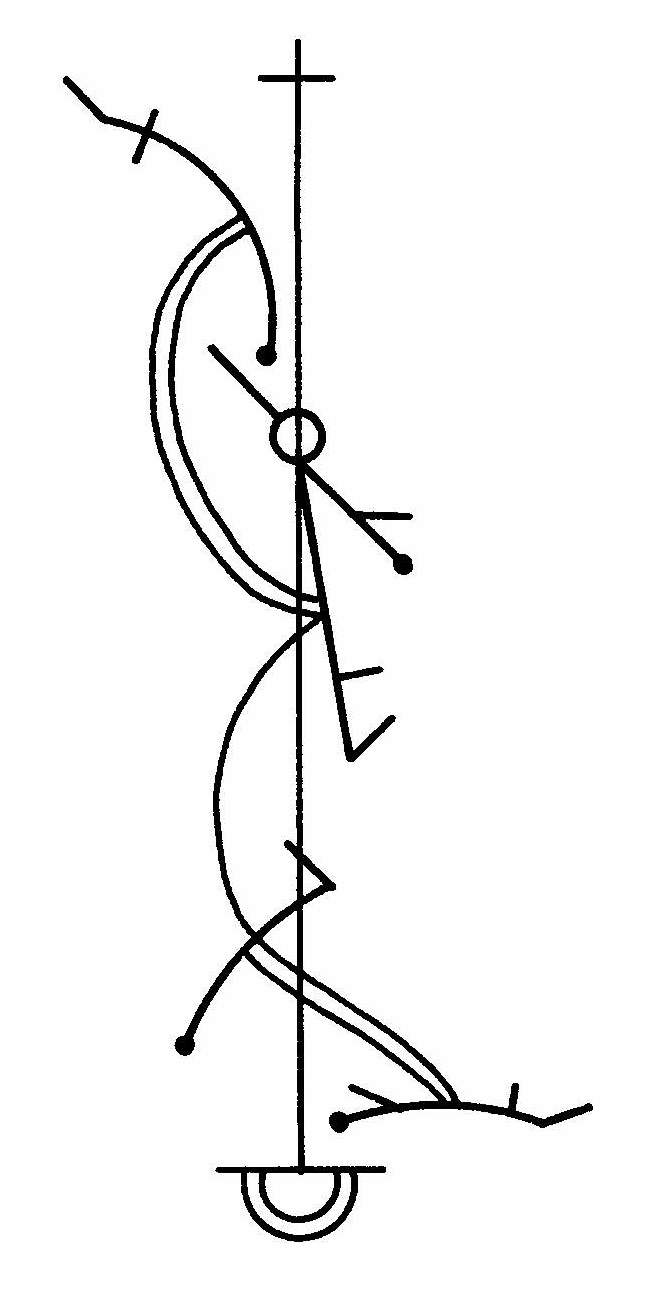
Courante d'après la notation Feuillet.

En 1589, Thoinot Arbeau décrit ainsi la courante :
- simple à gauche : (1) pied gauche à gauche, (2) pied droit joint
- simple à droite : (3) pied droit à droite, (4) pied gauche joint
- double à gauche : (5) pied gauche à gauche, (6) rapprocher pied droit, (7) pied gauche à gauche, (8) pied droit joint
- recommencer le tout pieds et sens inversés (9-16)

La courante se danse en pas sautillés, en avant ou de côté, parfois en arrière, « selon qu'il plaît au danseur ».
- les pas de la courante ont été décrits par Cesare Negri (nouveinventioni diballi 1604) comme étant principalement des combinaisons de « pas sauté »  (pour un pas du pied gauche, le  danseur doit sauter sur le pied droit et aller en avant sur la gauche).